# Метил (селище)
Мети́л (рос. Метил) — селище у складі Шабалінського району Кіровської області, Росія. Входить до складу Гостовського сільського поселення.
Населення становить 4 особи (2010, 14 у 2002).
Національний склад станом на 2002 рік — росіяни 100 %.